# Żaworonki (przystanek kolejowy)
Żaworonki (ros. Жаворонки) – przystanek kolejowy w miejscowości Żaworonki, w rejonie odincowskim, w obwodzie moskiewskim, w Rosji. Położony jest na linii Moskwa – Mińsk – Brześć.